# Campeonato Catarinense 2003
In 2003 werd het 78ste Campeonato Catarinense gespeeld voor clubs uit Braziliaanse staat Santa Catarina. De competitie georganiseerd door de FCF en werd gespeeld van 22 januari tot 23 maart. De clubs werden in twee groepen verdeeld, de clubs in groep A waren de sterkere clubs. Figueirense werd kampioen.

## Eerste fase

### Groep A
| Plaats | Club                | Wed. | W | G | V | Saldo | Ptn. |
| ------ | ------------------- | ---- | - | - | - | ----- | ---- |
| 1.     | Criciúma            | 10   | 6 | 1 | 3 | 22:14 | 19   |
| 2.     | Joinville           | 10   | 6 | 0 | 4 | 18:14 | 18   |
| 3.     | Figueirense         | 10   | 5 | 2 | 3 | 18:12 | 17   |
| 4.     | Avaí                | 10   | 3 | 2 | 5 | 15:16 | 11   |
| 5.     | Atlético de Ibirama | 10   | 3 | 2 | 5 | 12:19 | 11   |
| 6.     | Tubarão             | 10   | 3 | 1 | 6 | 14:24 | 10   |

|  | Geplaatst voor knock-outfase |
|  | Naar groep B in 2004         |

### Groep B
| Plaats | Club               | Wed. | W | G | V | Saldo | Ptn. |
| ------ | ------------------ | ---- | - | - | - | ----- | ---- |
| 1.     | Caxias             | 10   | 7 | 3 | 0 | 20:9  | 24   |
| 2.     | Chapecoense        | 10   | 6 | 1 | 3 | 15:13 | 16   |
| 3.     | Lages              | 10   | 4 | 3 | 3 | 13:12 | 15   |
| 4.     | Marcílio Dias      | 10   | 4 | 2 | 4 | 24:18 | 14   |
| 5.     | Tiradentes         | 10   | 2 | 4 | 4 | 16:25 | 10   |
| 6.     | Atlético Alto Vale | 10   | 0 | 3 | 7 | 11:22 | 3    |

|  | Geplaatst voor knock-outfase en Groep A 2004 |
|  | Degradatie                                   |

## Knock-outfase
Indien beide clubs een wedstrijd wonnen of twee keer gelijk speelden werden er verlengingen gespeeld, de score van de verlenging bepaalt de winnaar. Indien het daar nog gelijk staat wint de club met het beste resultaat in de competitie. Groep A primeert op groep B.
|  | Halve finale | Halve finale | Halve finale |       |             | Finale | Finale | Finale |
|  |              |              |              |       |             |        |        |        |
|  | Figueirense  | 3            | 2            |       |             |        |        |        |
|  | Joinville    | 1            | 2            |       |             |        |        |        |
|  | Joinville    | 1            | 2            |       | Figueirense | 2      | 1 (0)  |        |
|  |              |              |              |       | Figueirense | 2      | 1 (0)  |        |
|  |              | Caxias       | 1            | 2 (0) |             |        |        |        |
|  | Caxias       | Caxias       | 1            | 2 (0) | 3           | 1      |        |        |
|  | Caxias       |              |              |       | 3           | 1      |        |        |
|  | Criciúma     | 1            | 1            |       |             |        |        |        |

### Kampioen
| Campeonato Catarinense de 2003   |
| Santa Catarina                   |
| -------------------------------- |
| FIGUEIRENSE Kampioen (12° titel) |